# ثعلبة رضحية
ثعلبة رضحية (بالإنجليزية: Traumatic alopecia)‏ هي حالة جلدية تحدث بسبب السَحب القوي لِشعر فروة الرأس.